# Francisco Rolão Preto
Francisco de Barcelos Rolão Preto (Gavião, 12 de febrero de 1893-Lisboa, 18 de diciembre de 1977) fue un político y periodista portugués, fundador del Movimento Nacional-Sindicalista.

## Biografía
Nació en Gavião el 12 de febrero de 1893. Con la instauración de la República portuguesa, marchó exiliado al extranjero; residió en Galicia, Bélgica y Francia. Se licenció en Ciencias Sociales en la Universidad de Lovaina y en Derecho en la de Toulouse. Originalmente de inclinación integralista, experimentó una evolución ideológica y fundó en 1932 el Movimento Nacional-Sindicalista portugués, los llamados «camisas azules», una organización identificada con el fascismo abolida por Salazar en julio de 1934. Llegó a alabar el ascenso de Hitler en sus publicaciones, aunque más tarde tachó de «materialistas» y «crueles» los movimientos italiano y alemán. El 10 de septiembre de 1935, tomó parte en la organización de un golpe fallido contra Salazar, cuyo fracaso le obligó a exiliarse de nuevo en España. En su exilio en Madrid fue huésped en casa de José Antonio Primo de Rivera, con quien colaboró en la elaboración de un programa para la Falange. En vísperas de la Segunda Guerra Mundial publicó una nueva edición de su obra sobre el fascismo italiano con grandes esperanzas puestas en el eje Berlín-Roma.
Después de la Segunda Guerra Mundial, Rolão Preto abandonó el fascismo y se unió al foro de izquierda Movimiento de Unidad Democrática. En 1949 participó en la campaña presidencial del general Norton de Matos. También respaldó a candidatos más liberales a la presidencia, como Quintão Meireles, Francisco Higino Craveiro Lopes y, en última instancia, tuvo un papel particularmente importante en 1958 como jefe de prensa en la campaña presidencial de otro oponente de Salazar, el general Humberto Delgado.
Después de la caída del régimen del Estado Novo, Preto intentó unir el movimiento monárquico detrás del Partido Popular Monárquico de Gonçalo Ribeiro Telles. Preto fue uno de los líderes del PPM entre 1974 y su muerte en 1977.
Falleció en Lisboa el 18 de diciembre de 1977.
En 1994, el presidente portugués Mário Soares le concedió, a título póstumo, la Gran Cruz de la Orden del Príncipe Enrique el Navegante.